# Murexide
Murexide is het ammoniumzout van purperzuur. Het wordt gebruikt om complexen te vormen met calcium en zo te dienen als indicator.

## Recept voor indicator
Als kleurstof is de stof te intens gekleurd om als zuivere stof te gebruiken, er wordt vrijwel altijd te veel toegevoegd. Om dit probleem op te lossen wordt murexide in natriumchloride opgemengd.